# Мента
Мента (Mentha) е род многогодишни тревисти растения от семейство Устноцветни. Разпространена е главно в северния умерен пояс. В България се срещат около 9 вида с многобройни вариации, от които се отглежда M. piperita – черна мента и джоджен – M. spicata.
Стъблото е клонесто, високо около 0,70 m, четириръбесто, листата са прости, продълговати, остро назъбени. Цветовете са червеникавовиолетови, събрани в класовидни съцветия; семената са дребни. Всички надземни части на растението съдържат етерично масло с главна съставна част ментол (45 – 65%). От надземната маса, получена от 1 декар, прибрана в пълен цъфтеж през слънчево време, се получава при парна дестилация около 3 – 5 kg етерично масло. В България се култивира по поречията на реките Марица, Тунджа, Вит и др. Използването на ментата като алтернативна култура се състои в ментов лист, предназначен за износ или за употреба като трапезен чай. При подходяща агротехника и неполивни условия, добивите са около 150 – 200 kg/da. При фамилни площи с малък размер и много добро торене и поливане, добивите са над 300 kg/da. За фамилни терени оптимумът е 10 – 50 da. При добив 400 kg сух ментов лист приходите са от порядъка на 640 – 800 лв. бруто доход от декар, в зависимост от цената на изкупуване по време на сезона.

## Агротехника
Ментата се отглежда като двугодишна и многогодишна култура. Тъй като разходите по размножаването са сравнително високи, по-изгодно е и по-продължителното отглеждане на ментата на едно и също място.
Добри предшественици за ментата са тези, които оставят почвата сравнително чиста от плевели и в добро структурно състояние. Подравняването на терена е особено важно поради необходимостта от голям брой поливки и равномерно овлажняване на почвата. След изравняването на терена се изхвърлят 2 – 4 t/da оборски тор, 40 kg/da суперфосфат и 10 – 20 kg/da калиев тор.
Торенето с минерални торове увеличава добива с 40 – 50%, а органично-минералното – до два пъти. Торовете се заорават на 25 cm с дълбока оран, която трябва да се извърши през юли, август или началото на септември.

## Размножаване
Ментата се размножава вегетативно чрез коренища, засадени през есента, пролетта или през лятото; разсад през пролетта; вкоренени резници или връхчета през пролетта или през есента. Традиционно за България е есенното засаждане чрез коренища през октомври. Коренищата се получават от старо, подлежащо на разораване насаждение или по-добре от специални маточници, в които ментата се отглежда на по-висок агрофон и се коси късно, за да се получат качествени коренища. Коренищата се изваждат с картофовадъчна машина, нож-скоба или плуг без отметателна дъска.

## Лечебни свойства и употреба на ментата
Използва се надземната част на растението, и по-точно листата, в които се съдържат етерични масла с главна съставна част ментол. Той е причината за ароматните и освежаващи свойства на билката. Етеричното масло се извлича чрез парна дестилация. Ако сами ще берете мента, трябва да знаете, че най-подходящото време е през юли и август, в началото на цъфтежа им. Сушат се на сянка или в сушилня при температура до 30 градуса.
Ментата е една от най-използваните билки поради многото си полезни въздействия. Древните римляни ароматизирали с нея залите за тържества и пирове, защото смятали, че мирисът на мента усилва мозъчните функции и подобрява паметта. Именно затова тогавашните студенти ходели на занятия с венци от растението.
От мента се прави ментов лист, предназначен за употреба като трапезен чай. Той е много полезен при есенно-зимния сезон. Студеният ментов чай е чудесно разхлаждащо питие за топлите летни дни, а горещият е отличен начин да решите проблема си след преяждане.
Ментоловото масло помага срещу гадене, болки в стомаха, метеоризъм (газове в червата). Ментата успокоява спазмите в храносмилателните пътища, възвръща апетита. Важно е да се приема в малки дози в чай например. Има и противовъзпалително и жлъчегонно въздействие. Ментата е подходяща билка за лечение при заболявания на жлъчните пътища, жлъчнокаменна болест, хроничен панкреатит, разстройство.
Ментолът е съставна част и на много лекарства за сърдечносъдови заболявания. Ментата се използва и при лечение на горните дихателните пътища при бронхити. Действа антисептично и болкоуспокояващо.
Народната медицина казва, че ментата е подходяща билка за лечение при виене на свят, безсъние, главоболие, депресия, епилепсия. Отварата от листа се прилага при нервна възбуда, при възпаление на венците и зъбобол. Ефикасни са и гаргарите с мента. Тя помага и за премахването на лошия дъх в устата. В случая накиснете листа от мента за 8 дни в червено вино в съотношение 1 към 10. Получената смес използвайте за жабурене или пиене (по две супени лъжици след ядене).
При мигрени, простуда, кашлица, възпаления на синусите, умора, шок, нервно напрежение са удачни инхалациите с ментово масло. Масажът с ментово масло е ефективен при нарушения в менструалния цикъл. От мента се правят и компреси при кожни обриви, натъртвания и циреи.
Внимавайте да не сте алергични към тази билка. Тогава избягвайте да вдишвате парите на ментовото масло.
Ментата се използва широко и в кулинарията. Придава аромат на плодови салати, особено с ягоди, конфитюри, кремове, безалкохолни напитки и сладоледи. Много интересна е комбинацията ѝ с шоколад или с алкохолен коктейл. Освен в хранително-вкусовата промишленост, тази билка намира приложение и в козметиката (ментата е съставка на парфюми, сапуни, пасти за зъби и вода за уста) и ароматерапията. Много хора използват ментата и като средство за прогонване на комари. Отглеждат я в саксии и поставят торбички с изсушена мента в гардероби и шкафове. Ментоловото масло също е и екологичен инсектицид срещу оси, мравки и хлебарки.